# メリダ (ディズニーキャラクター)
- メリダとおそろしの森 > メリダ (ディズニーキャラクター)
- ディズニープリンセス > メリダ (ディズニーキャラクター)

メリダ（Merida）は2012年のディズニー/ピクサー映画『メリダとおそろしの森』の主人公。スコットランドの女優ケリー・マクドナルドが声を担当している。メリダは2013年5月11日にディズニープリンセスのラインナップに11番目のメンバーとして加わり、ピクサーが初めて作ったディズニープリンセスとなった。メリダはまた、ディズニープリンセスの中で唯一のスコットランド出身で、ソロ映画で独身の最初のプリンセスでもある。

## 製作
オリジナルの監督ブレンダ・チャップマンの発案で、メリダはピクサー初の女性主人公だ。メリダは批評家から良い評価を受けていて、中には「プリンセスたちの中で新鮮な存在で、ディズニーがまだ探求していない文化から来ている。彼女は自分で行動したい女の子たちの良い手本だ。メリダは決して困っているお姫様ではなく、高慢でもない。彼女は期待に応えることと自分の心に従うことの間で悩んでいる。スコットランドの人々はメリダを受け入れなければならない」と言っている人もいる。

### 由来とコンセプト
メリダは、スコットランドの王国を治めるファーガス王とエリノア王妃の16歳の娘だ。エリノア王妃は、メリダが夫を見つけて立派な王族の女性になることを期待しているが、メリダは自分の運命を自分で決めたいと主張して対立する。メリダは弓術の腕を大いに磨き、王国で最も優れた弓の使い手の一人だ。彼女はまた、槍や剣術、そしてクライズデール馬のアンガスに乗って草原を駆け抜けることにも非常に熟練している。活発で力強い性格のメリダだが、特に弟たちのハリス、ヒューバート、ハミッシュには優しい心を持っている。甘やかされているが、決してわがままではなく、母親と頻繁に口論することはあっても、メリダは両親を愛している。

#### ダンブロッホ王国
ダンブロッホ、マクガフィン、マッキントッシュ、ディングウォールの4つのクランは、かつては戦争を続ける敵同士だった。ローマの兵士と北方の侵略者が海から彼らを脅かしたとき、4つのクランはファーガスの剣のもとに団結して土地を守った。クランたちは侵略者から土地を守り、ダンブロッホ王国を形成した。マッキントッシュ、マクガフィン、ディングウォールのクランリーダーたちは王国の封建領主となり、ファーガスが王に、エリノアが王妃に戴冠された。

### キャスト
メリダの声は女優のケリー・マクドナルドが担当している。マクドナルドは、もともとキャスティングされていたリース・ウィザースプーンに代わって採用された。映画の中の2つの曲、「タッチ・ザ・スカイ」と「タッチ・ザ・スカイ」は、メリダのオフスクリーンの音楽的な思いとしてジュリー・ファウリズが歌っている。

### 設計と特性評価
メリダは長くてワイルドな巻き毛の赤髪、青い目、色白の肌、細身の体をしている。彼女の主な衣装は、ウール製の暗い青緑色の伝統的なガウンで、弓を射るときの動きやすさのためにスタイリッシュなスリットが入っている。領主たちがゲームのために到着したとき、彼女は中世風のターコイズシルクのガウンを着ていて、長い袖、金の飾り、金のビーズが施され、髪をまとめるために白いウィンプルとクラウンを合わせている。また、金のバックルがついたネイビーとブラックのケープを着たシーンもある。メリダの弓は肩越しに背中に掛けられ、矢は茶色の革の矢筒に入れて腰に巻いている。最後のシーンでは、暗い青色に淡い緑色の模様が入ったガウンを着ている。

## 出演

### ビデオゲーム
メリダはエンドレスランナーゲーム「Temple Run: Brave」の主役として登場した。これはゲーム「Temple Run」のスピンオフだ。ゲームは映画の公開1週間前の2012年6月14日にリリースされた。メリダと彼女の父であるファーガス王がゲームでプレイヤーキャラクターだ。ゲームの開発者であるキース・シェパードとナタリア・ルキアノバは「彼ら（ピクサー）と一緒に仕事をしていると、現実とは思えない瞬間がいくつかありました。ピクサーは素晴らしい仕事をしていて、子供から大人まで幅広い層に訴えかけます。彼らの映画はいつも幸福から悲しみ、そしてその間のすべての感情をカバーしています。彼らと仕事をする中で、これは本当に現実なのかと自分をつねって確かめたくなる瞬間が何度かありました」と述べている。ゲームは批評家から好意的な評価を受けた。
マクドナルドは映画のビデオゲーム版でもメリダの役を再演した。メリダは「ディズニー インフィニティ2.0」「レゴ インクレディブル・ファミリー」「ディズニー マジックキングダムズ」「Disney ミラー・ウォリアーズ」でもプレイヤーキャラクターである。

### Bravely
メリダは作家マギー・スティーフヴァーターが書いたヤングアダルト小説「Bravely」に登場する。この本はディズニープレスから2022年5月3日に出版された。物語は『メリダとおそろしの森』の出来事から1年後を描いており、ダンブロッホが破壊の神フェラダック（後にメリダが恋愛関係になる）によって破壊されようとしている。創造の古代の存在であるカリャックが、メリダに人々を救う方法を教えるというストーリー。

### その他

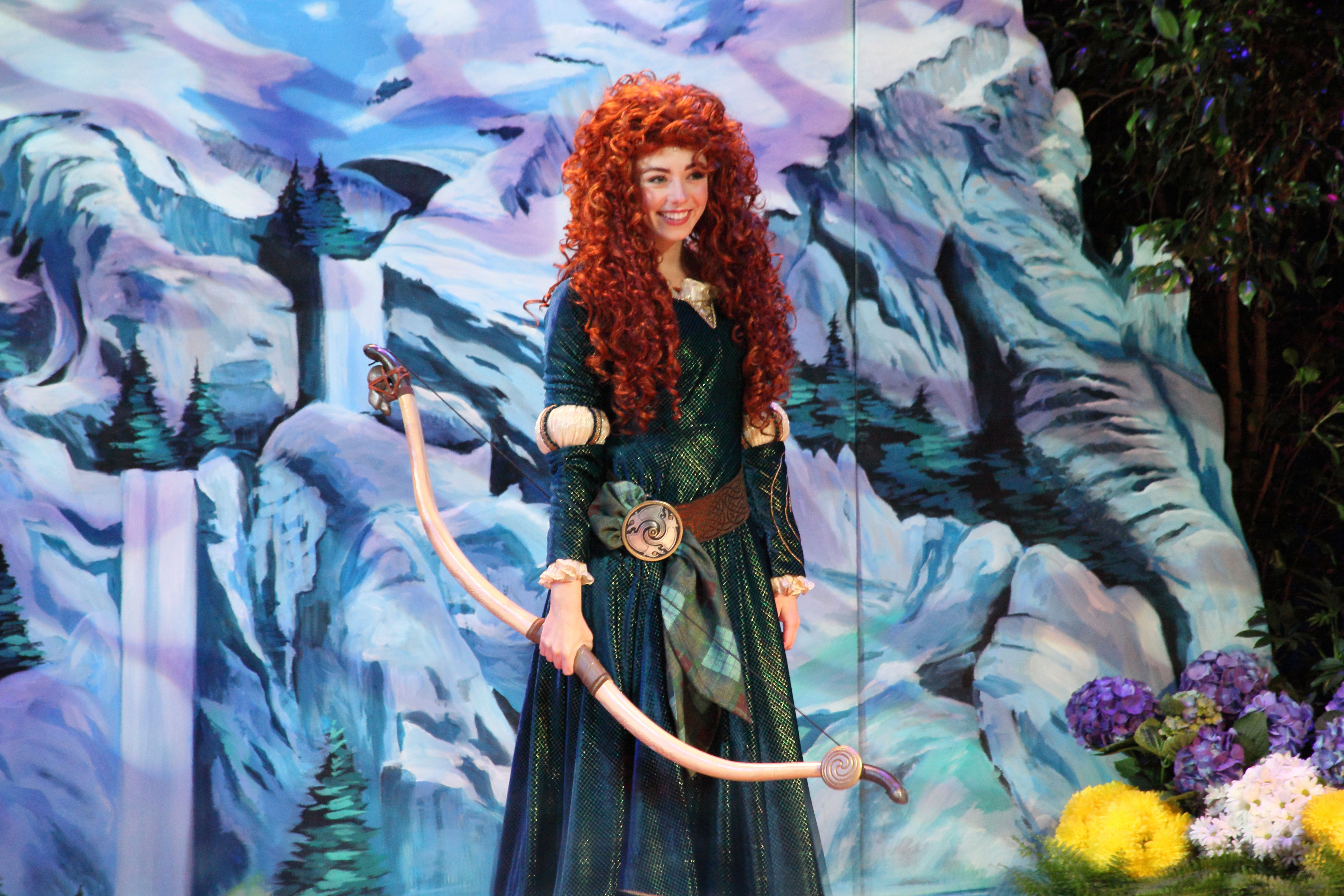
「Disney Social Media Moms Celebration 2014」に登場したメリダ（2014年）

メリダはディズニーのさまざまなパークでよく会えるキャラクターで、主にファンタジーランドで見かけることができる。ディズニーランドでは、「イッツ・ア・スモールワールド」のアトラクション近くのパレード終点のゲート付近でゲストと会うことが多い。彼女はエプコットのワールドショーケースでも時々見かけることがある。
2016年には、香港ディズニーランドの10周年記念の一環として、メリダが会えるイベントが始まった。

#### ワンス・アポン・ア・タイム
2015年7月11日、『ワンス・アポン・ア・タイム』のプロデューサーたちは、メリダがシリーズの第5シーズンで繰り返し登場するキャラクターになると発表した。スコットランドの女優エイミー・マンソンがメリダ役にキャスティングされ、彼女のストーリーは「メリダとおそろしの森」の出来事から10年後を舞台にしているが、これはオリジナル映画の正史には含まれない。
シーズンの第6話「クマの弓矢」では、メリダがベルの助けを借りて弟たちを救出する。第9話「魔法の兜」では、メリダがムーランに戦闘の細かい技術を教わり、その後、戴冠式の前夜にムーランとルビーと共にアーサー王と西の悪い魔女ゼリーナに立ち向かったことが明らかになる。数年前にアーサーによってファーガスが殺されたため、メリダはダンブロッホの女王として戴冠されることになった。

### ちいさなプリンセス ソフィア
メリダは『ちいさなプリンセス ソフィア』の第3シーズンのエピソード「ひみつのとしょしつ」に登場し、アバローのアミュレットを通じてソフィアを助けるために呼ばれる。このエピソードでもケリー・マクドナルドがメリダの役を再演している。

### シュガー・ラッシュ:オンライン
メリダは他のディズニープリンセスたちと一緒に映画『シュガー・ラッシュ:オンライン』に登場し、2017年のD23 Expoで発表された。この映画でもケリー・マクドナルドが役を再演している。彼女はスコットランド語で話し、他のプリンセスたちは「彼女は別のスタジオ出身だから」彼女の言うことが理解できない。

## 反響と影響
メリダのキャラクターは批評家から好評を得ており、マクドナルドの演技も評価されている。ピクサーが女性主人公を導入したことについて、『ガーディアン』は称賛した。『エンパイア』はメリダを「勇敢な現代の少女が古代の世界にいるようだ」と表現している。メリダはCNNの「トップ女性アニメヒロイン」のリストにも入っている。彼女は「おとぎ話のフェミニスト」として描かれ、男性の恋愛対象に救われる必要がない点が称賛されている。フェミニストや批評家からは、恋愛対象を必要としない点が特に評価されている。『エンターテインメント・ウィークリー』はメリダを「野性的な赤毛を持つ元気なスコットランドのプリンセスで、『トワイライト・サーガ』や『ハンガー・ゲーム』の観客を楽しませるために作られた明らかに魅力的な少女」と評している。批評家たちはまた、メリダの髪が彼女の野性的で独立した精神を象徴していると指摘している。エンターテインメント・ウィークリーはメリダを「頑固なヒロイン」とも呼んでいる。
若い少女たちを支援する慈善団体Ophelia's Placeは、メリダをボディイメージのロールモデルとして称賛した。団体は「メリダは勇敢で独立しているため、女性の強さを体現している。彼女は典型的なディズニープリンセスや多くの子供向け映画で描かれる困っているお姫様とは違う」と指摘している。しかし、『タイム』は映画とメリダが女性のエンパワーメントの概念を完全には取り入れていないと批判した。記事の著者メアリー・ポルスは、ピクサーが制作途中で初の女性監督チャップマンを解雇し、メリダを伝統的なプリンセスにしたことを厳しく批判している。

### デザイン変更の論争
2013年5月、ディズニーはメリダが11番目のディズニープリンセスとして戴冠するのに備え、伝統的なアニメーションスタイルのリデザインを発表した。このリデザインでは、ウエストが細くなり、ネックラインが露出し、目が大きくなり、キラキラしたドレスを着ていた。フェミニスト団体は、このメイクオーバーがメリダの力を弱めたとして批判し、新しいメリダを「過度に性的化されたピンナップバージョン」と見なして怒りを引き起こした。批評家たちもこのメイクオーバーに対し、メリダを「ただのもう一人のプリンセス」にしてしまったと厳しく批判した。創造者で共同監督のブレンダ・チャップマンはこの変更を「ひどい」と激しく批判し、「メリダはその型を破るために作られた」と付け加えた。Change.orgではメリダのリデザインに抗議する署名運動が始まり、女性のエンパワーメントを推進するウェブサイト「A Mighty Girl」は、「メリダを細く、セクシーに、より成熟した外見にすることで、元のメリダは劣っているというメッセージを女の子たちに送っている。女の子や女性が価値を持つためには、狭い美の定義に従わなければならない」と主張した。この署名運動は7日間で2万以上の署名を集めた。
署名運動が始まってすぐに、ディズニーは公式ウェブサイトからリデザインされた画像を削除し、メリダの元の映画の姿に戻した。ディズニーは後に状況を説明し、メリダは元の姿のままであることを確認した。また、「メリダの公式ソーシャルメディアサイトで使用されているアートワークは常に映画のイメージであり、変更はありません。私たちはキャラクターに異なるアートスタイルを定期的に使用しており、このパーティードレスを着たメリダの描写は戴冠を記念するための特別な一度限りの試みでした。メリダは勇敢で情熱的で自信に満ちたディズニープリンセスの意味を体現しており、映画の中の強く決断力のあるメリダと同じままです。その内面の資質は世界中の母親と娘たちにインスピレーションを与えました」との声明を発表した。
その後、ディズニーはメリダのオリジナルの姿により近い2Dアートワークを公開した。